# Brown's Department Store
Brown's Department Store was een warenhuisketen in de Verenigde Staten, met het hoofdkantoor in Dania Beach, Florida.

## Geschiedenis
De oprichter van de winkel was Louis Brown, geboren in 1886 in het Russische Grodno. Hij emigreerde in 1907 naar de Verenigde Staten en ging werken voor een oom in Chicago. Van 1909-1910 woonde Brown in Jacksonville. Hij werkte in die tijd voor een groot- en detailhandel in sterke drank, Charles Blum and Company.
In 1910 vertrok Brown met de trein naar Miami met $250 op zak. In Dania Beach stapte hij uit met het idee dat hij daar meer met zijn geld kon doen en begon met het telen van tomaten voordat hij een warenhuis opende.
In 1912 opende Brown zijn eerste warenhuis op Main Street, nu bekend als Federal Highway of US-1.
In 1915 trouwde hij met Sarah Sokolow uit New York. Sarah's broer, David, trad toe tot het bedrijf, waarna ze samen nieuwe winkels openden in Hollywood (1925) en Pompano Beach (1927).